# Louis Marie Joseph Maximilien Caffarelli du Falga

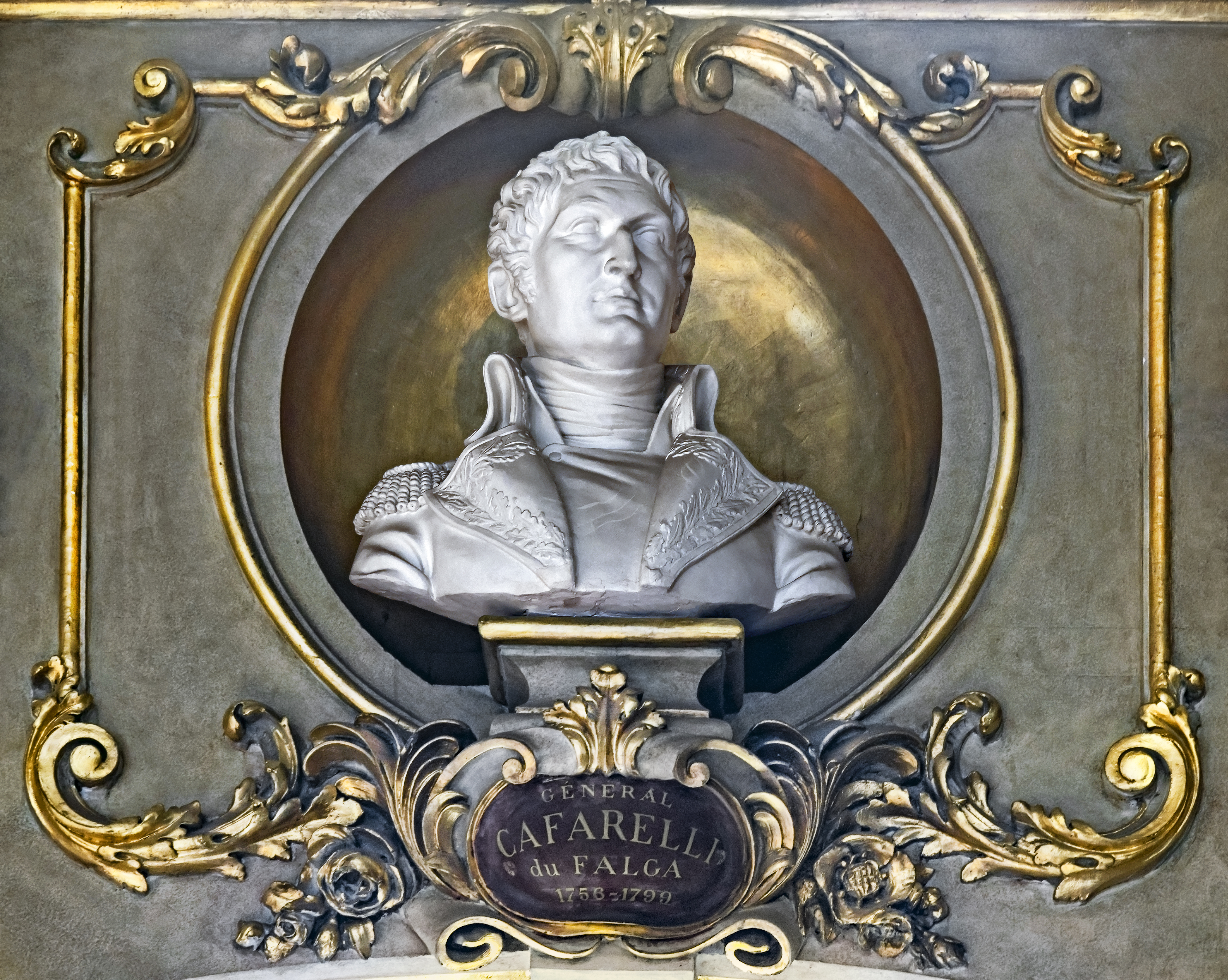
Louis Marie Joseph Maximilien Caffarelli du Falga

Louis Marie Joseph Maximilien Caffarelli du Falga (* 13. Februar 1756 im Schloss von Falga (Haute-Garonne); † 27. April 1799 nahe Akkon) war ein französischer Général de brigade.

## Leben
Louis Marie Joseph Maximilien Caffarelli du Falga entspross einer adligen, ursprünglich aus Italien stammenden Familie und war das älteste von neun Kindern. Zu seinen Brüdern zählten Marie François Auguste Caffarelli du Falga (* 1766; † 1849), der ebenfalls zum General avancierte, und Louis Marie Joseph Caffarelli (* 1760; † 1845), der erster Seepräfekt von Brest wurde.
Schon früh wurde Caffarelli für eine militärische Laufbahn bestimmt. Im Anschluss an den Besuch der königlichen Militärschule in Sorèze wechselte er in eine Schule des königlichen Geniekorps zu Mezières. Große Begabung zeigte er für Mathematik, erwarb sich fundierte Kenntnisse der antiken und modernen Geschichte und widmete sich auch dem Studium der Philosophie, Politik und Jurisprudenz. Nach Beendigung seiner Ausbildung in Mezières erhielt er eine Anstellung bei den Ingenieurtruppen und kam in verschiedenen Garnisonen. Während seines Aufenthalts in Calais und Dunkerque eignete er sich die Kenntnis der englischen Sprache an, lernte die Werke des irischen Schriftstellers Oliver Goldsmith sehr zu schätzen und übersetzte dessen Roman The Vicar of Wakefield ins Französische.
Als sein Vater starb, hätte Caffarelli nach den Landesgesetzen des Languedoc die Hälfte des väterlichen Besitzes bekommen, verzichtete aber auf dieses Recht und teilte das Erbe gleichmäßig mit seinen Geschwistern. Er wurde dann ein gemäßigter Anhänger der Französischen Revolution, die zunächst seinen Aufstieg beschleunigte. Im April 1791 rückte er in den Rang eines Catpitaine auf und wurde im nächsten Jahr Artillerieoffizier bei der Rheinarmee. Er war der einzige höhere Offizier, der laut gegen die am 10. August 1792 erfolgte Absetzung des französischen Königs Ludwig XVI. zu protestieren wagte, weswegen er aus der Armee entlassen und auf dem Rückweg nach Falga festgenommen wurde. Dort musste er als vermeintlicher Royalist 14 Monate im Kerker absitzen.
Nach seiner Freilassung arbeitete Caffarelli zunächst für das Militärkomitee in Paris und konnte auf Empfehlung von Emmanuel Joseph Sieyès im April 1795 als Chef de bataillon der Sambre- und Maasarmee wieder in den Heeresdienst eintreten. Beim im September 1795 vorgetragenen Rheinübergang unweit Düsseldorf befand er sich am linken Flügel der Armee des Generals Jean-Baptiste Kléber und trug wesentlich zum Gelingen dieser wichtigen Operation bei. Auch bei den folgenden Unternehmungen zeichnete er sich aus und fand hierdurch den Beifall und die Freundschaft von Jourdan, Bernadotte und Marceau. Als sich die französischen Truppen dann an die Nahe zurückzogen, bedrängte ein österreichisches Heer deren hinteren Linien heftig. Caffarelli nahm deshalb am 16. Dezember 1795 mit einem Infanteriebataillon auf einem günstig gelegenen Hügel Aufstellung und suchte von dort aus die österreichischen Verfolger zu hemmen und so den Rückmarsch seiner Soldaten zu sichern. An der Seite des Generals Marceau stehend zerschmetterte ihm aber am 17. Dezember eine Kanonenkugel das linke Bein. Grenadiere trugen ihn auf einer durch Musketen gebildeten Tragbahre acht Stunden lang vom Kampfschauplatz fort, ohne dass in dieser Zeit seine Wunde verbunden worden wäre. Eine medizinische Untersuchung zeigte die Notwendigkeit der Amputation der verletzten Extremität, die in Anwesenheit von Jourdan und Bernadotte durchgeführt wurde.
Bald darauf kehrte Caffarelli zu seiner Wiedergenesung nach Paris zurück. Schon seit früher Jugend und selbst während des Krieges hatte sich der geistreiche Mann fortdauernd mit insbesondere mathematische, staatswissenschaftliche und philosophische Gegenstände betreffenden Studien beschäftigt. Die von ihm veröffentlichten Abhandlungen verschafften ihm bald nach seinem vorläufigen Ausscheiden aus dem aktiven Militärdienst einen Sitz im Nationalinstitut. Er regte u. a. eine Verbesserung des öffentlichen Unterrichts an.
Caffarelli hatte eine Holzbeinprothese erhalten, wurde ein Vertrauter Napoleons und machte dessen Ägyptische Expedition mit. Er half bei den Vorbereitungen dieser Unternehmung mit und wurde im Mai 1798 im Rang eines Général de brigade zum Chef des Geniewesens ernannt. Im Juni 1798 wirkte bei der Unterwerfung Maltas mit und widmete sich in der Folge neben militärischen Aufgaben auch den bei dieser Expedition angestellten Forschungen. So begleitete er Dominique-Vivant Denon bei dessen Besuchen von Theben und anderen berühmten Ruinenstätten. Auch gehörte er zu den Mitgliedern der von Napoleon gegründeten Commission des sciences et des arts. Mit der Armee marschierte er durch die Wüste nach Kairo, nahm am 21. Juli 1798 an der Schlacht bei den Pyramiden teil und zog vier Tage später mit den anderen französischen Soldaten in Kairo ein. Er verbesserte die Verteidigungsanlagen dieser Stadt sowie die Anbindung Alexandrias an den Nil und trug maßgeblich zur Gründung des Institut d’Égypte bei.
Im Februar 1799 beteiligte sich Caffarelli am Marsch nach Palästina und den dabei erfolgten Angriffen auf al-Arisch, Gaza, Jaffa und andere befestigte Plätze, von wo aus der Osmanen den weiteren Vorstoß der Franzosen nach Akkon zu hindern suchten. Dennoch gelang es den napoleonischen Truppen am 18. März, bis zur letztgenannten Stadt vorzurücken. Diese sollte sofort belagert werden; Caffarelli und Dammartin unternahmen am 19. März die dafür notwendige Geländebegehung. Als Caffarelli am 9. April die Schützengräben inspizierte, wurde er von einer Kugel im rechten Arm getroffen. Dieser musste amputiert werden. Napoleon war mittlerweile eng mit ihm befreundet, nahm großen Anteil an seinem Schicksal und besuchte ihn zweimal täglich. Am 27. April 1799 erlag Caffarelli den Folgen der Operation. Kurz vor seinem Tod hatte er Napoleon noch gebeten, sich seiner vier Brüder anzunehmen, welcher Bitte der französische Machthaber dann auch nachkam. Sein Ableben wurde vom ganzen Heer bedauert, das ihn als freundlichen und talentierten Mann sehr geschätzt hatte. Unweit Akkon wurde ihm ein Grabmal errichtet.

## Ehrungen

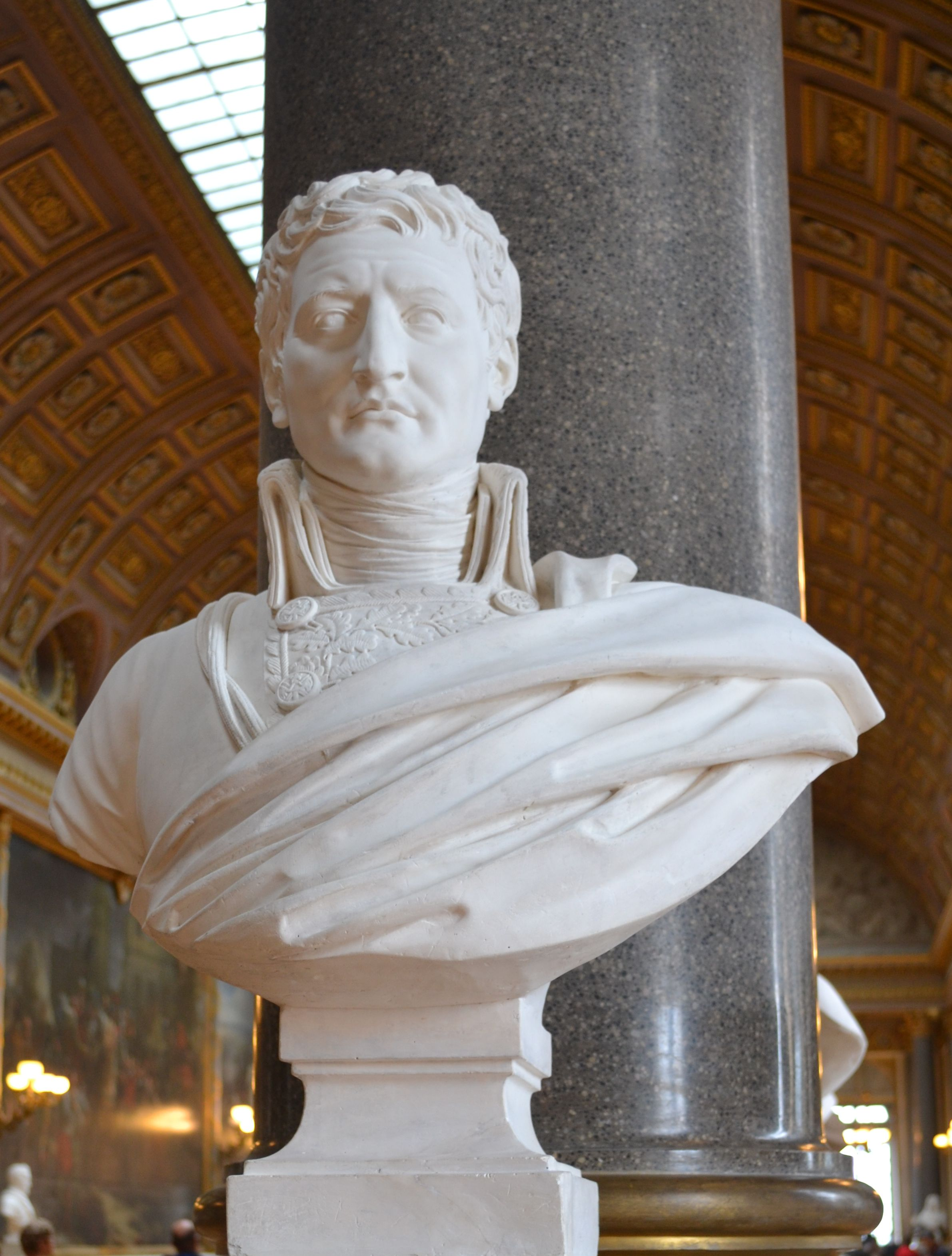
Büste in der Schlachtengalerie des Schloss Versailles

- Caffarellis Büste wurde in der 1837 eröffneten Schlachtengalerie des Schloss Versailles aufgestellt.